# Hidrogenação
Hidrogenação é a reação química que ocorre quando uma molécula é obtida pela adição de hidrogênio a uma cadeia carbônica insaturada (aquela que contém dupla ou tripla ligação) normalmente na presença de um metal catalisador como níquel , platina ou paládio e dando origem a um alcano  9  . Este processo era utilizado pela indústria alimentícia na produção de margarinas a partir de óleos vegetais. É uma reação exotérmica, entretanto não ocorre em temperatura ambiente sem a presença de um catalisador e pode ser dividida em hidrogenação homogênea e hidrogenação heterogênea.

## Hidrogenação Heterogênea
A reação de Sabatier-Senderens, referindo-se aos químicos franceses Paul Sabatier e Jean-Baptiste Senderens, consiste na hidrogenação catalítica com níquel de alcenos ou alcinos para a obtenção de alcanos. É chamada de heterogênea pois os catalisadores não são solúveis na mistura reacional.
CH2 = CH2 + H2 ---> CH3 - CH3

## Hidrogenação Homogênea
A hidrogenação na qual o catalisador é solúvel na solução é chamada de hidrogenação homogênea. Geralmente são utilizados catalisadores baseados em ródio e rutênio, sendo um exemplo recorrente o catalisador de Wilkinson, o tris(trifenilfosfina)ródio, Rh[(C6H5)3P]3Cl. Um exemplo pode ser visto abaixo:
No exemplo pode ser visto que há uma seletividade pela dupla ligação de fora do anel aromático, já que há um impedimento estérico em relação a dupla ligação de dentro do anel.

## A Função do Catalisador
Apesar do processo ser exotérmico, normalmente há uma alta energia livre de ativação para uma hidrogenação de um alceno sem a presença de um catalisador, e logo, a reação não ocorre a temperatura ambiente. 
Entretanto, na presença de um catalisador, a reação ocorrerá facilmente à temperatura ambiente já que o catalisador permite um novo caminho para a reação, que envolve menores energias livres de ativação e geralmente uma reação em várias etapas.

## Obtenção industrial de álcoois
Sob condições energéticas, pressão de 200 atm, catalisada por um sal de cobre II, obtêm-se industrialmente álcoois a partir da hidrogenação de ésteres:
R - COO - R'  +  H2 ---> R - CH2 - OH + R' - OH

## Indústria Alimentícia
O processo de hidrogenação era utilizado para obtenção da margarina, mas foi substítuido pelo processo de interestrificação devido à produção de gorduras trans no processo da hidrogenação, e sua relação com o colesterol e problemas cardíacos.